# 李钟玉
李钟玉（韓語：리종옥，1916年1月10日—1999年9月23日），朝鮮政治人物，朝鮮政務院前总理。

## 生平
李鍾玉1940年毕业于哈尔滨工业大学，1944年回到朝鲜城津市，开始秘密组织共产党。1945年二战结束后，任朝鮮工业技术总联盟委员长。1956年任朝鲜劳动党中央工业部长和朝鲜国家计划委员会主席。1959年当选为劳动党中央委员会副委员长，成为朝鲜主要领导人之一。1976年12月任朝鲜政务院副总理。1977年12月任朝鲜政务院总理。1980年10月成为朝鲜劳动党中央政治局常务委员。1984年1月改任朝鲜国家副主席。

## 逝世
1999年9月23日病逝于平壤，安葬於愛國烈士陵園。
| 政府职务      | 政府职务                      | 政府职务      |
| ------------- | ----------------------------- | ------------- |
| 前任： 朴成哲 | 朝鮮政務院总理 1977年－1984年 | 繼任： 姜成山 |